# Purdiaea belizensis
Purdiaea belizensis är en tvåhjärtbladig växtart som först beskrevs av A. C. Smith och Standl., och fick sitt nu gällande namn av J. L.Thomas. Purdiaea belizensis ingår i släktet Purdiaea och familjen Clethraceae. Inga underarter finns listade i Catalogue of Life.